# Call of Juarez
Call of Jurez je série polských počítačových FPS her od společnosti Techland, která spolupracovala s Ubisoftem. Zatím ji tvoří 4 hry. První Call of Juarez se proslavila hlavně tím, že u ní poprvé fungoval nový Direct X 10, a tak ji hráli hlavně programátoři, grafici atd. Naproti tomu Bound in Blood se stala kultovní, příběh bratrů byl propracovaný a stejně tak atmosféra, i když grafika nebyla valná. Třetí díl byl velmi očekáván, ale po uvedení na trh dokázal jenom poškodit jméno série, hlavním důvodem byl nepropracovaný příběh, mizerná inteligence nepřátel a nejspíše snaha zkopírovat některé konkurenční značky.
Slovy Call of Juarez je nazváno mnoholeté pátrání velkého množství lidí po ztraceném zlatě Hernána Cortése. Toto pátrání je taky hlavním předmětem celé série. Opravdu velkou roli si zlato zahrálo ale až ve druhém díle, kde o něj oba bratři soupeří.

## Hry
| Rok  | Název                          | Vývojář  | Vydavatel | Dostupnost        | Dostupnost    |
| Rok  | Název                          | Vývojář  | Vydavatel | PC                | Konzole       |
| ---- | ------------------------------ | -------- | --------- | ----------------- | ------------- |
| 2006 | Call of Juarez                 | Techland | Ubisoft   | Microsoft Windows | Xbox 360      |
| 2009 | Call of Juarez: Bound in Blood | Techland | Ubisoft   | Microsoft Windows | PS3, Xbox 360 |
| 2011 | Call of Juarez: The Cartel     | Techland | Ubisoft   | Microsoft Windows | PS3, Xbox 360 |
| 2013 | Call of Juarez: Gunslinger     | Techland | Ubisoft   | Microsoft Windows | PS3, Xbox 360 |

### Call of Juarez
- Call of Juarez je první díl stejnojmenné série. Původně se hra jmenovala Lawman a její žánr je western-akční hra. Odehrává se na severu Mexika po americké občanské válce. Její zajímavostí je to, že ji hrají dvě postavy, jejichž příběhy se protínají. To se pak stalo velkou výhrou a symbolem série. V příběhu hrajete za Billyho, psance bez domova, který je pronásledován krvelačným knězem Rayem, vaší druhou postavou. Ve hře je skvělá westernová atmosféra.[1]

### Call of Juarez: Bound in Blood
- Bound in Blood je druhým dílem a zároveň prequelem. Odehrává se ještě před narozením Billyho a vypravuje příběh bratrů McCallových poté, co opustili armádu Konfederace. Opět hrajete za více postav, a to Thomase a Raye. Na příběh pak navazuje samotná Call of Juarez. Druhý díl je lépe vypracovaný, což uspokojilo hráče lačnící po pokračování CoJ.

Hráč se ocitá 20 let před minulým dílem. V první epizodě hra hráče učí, jak hrát. Hra nabízí možnost hrát za víc postav (každá má svůj příběh). Hra má lepší grafiku a samotné zpracování. Je zde možné vybrat si více zbraní. Hra neztratila svůj kooperativní mod soustředění. Možnost hrát za Thomase McCala (v předchozím díle zabitého) a Raye Mccala (ještě za mladého). Už v druhé epizodě potkají Williama a prožívají s ním ostatní epizody.

### Call of Juarez: The Cartel
- The Cartel je pokračování série. Hra se změnila už tím že autoři přenesli postavy dále do současnosti. Všichni hrdinové předchozích dílů jsou již po smrti takže se vývojáři nemuseli ohlížet na předchozí díly. Ve hře se prolíná současnost s divokým západem, z části také postavou Bena, Billyho potomka. Ve hře zasahuje speciální komando v čele s Benem, brutálním policistou proti drogovému kartelu.

### Call of Juarez: Gunslinger
- Čtvrté pokračování westernové série.

## Hlavní postavy
- William Mendoza – přezdívaný Billy Candle (svíčka), pojmenovaný po svém nevlastním strýci. Hlavní postava prvního dílu. Je obviněn ze zabití Thomase McCalla, kterého nenáviděl. Billy je rebel a uprchlík, hraní za něj je z velké části Stealt akce. Jeho největší láskou je Molly Fergusonová.
- Thomas McCall – Billyho otčím, neměl ho rád. Nejdříve voják Konfederace, později chladnokrevný zabiják. Se svými bratry hledal zlato z Juarezu, ale našel svou lásku Marisu. Byl brutálně zavražděn bandity.
- Ray McCall – reverend, dříve voják a nebezpečný vrah. Je to psychopat a nezastaví se téměř před ničím. Má jednu slabost, a to svou lásku k rodině. Ta je ohrožena po nalezení zlata.
- William McCall – nejmladší z bratrů McCallových, málem zabit vojáky Unie a snažící se obrátit své bratry na víru v Boha. Doplatil na to životem, když ho Ray omylem zastřelil.
- Marisa McCall – manželka Thomase, dříve prostitutka vdaná za Billyho pravého otce. Dala Billymu medailon, znásilněna a zavražděna bandity při přepadení Thomasovy farmy.
- Juan Mendoza Sr. – přezdívaný Juarez, mocný vůdce mexických banditů. Billyho pravý otec, který ovšem žádnou otcovskou lásku necítí. O tu přišel, když Marisa i s Billym a Thomasem utekla do Ameriky. Je zastřelen z posledních sil Rayem.
- Colonel Jeremy Barnsby – plukovník v armádě Konfederace. Je to zbabělec, ale jeho vztek na bratry McCallovy je opravdu velký. Svou dezercí ho velmi urazili. Nakonec ho zabije jeden z bratrů.
- Molly Ferguson – Billyho první milovaná, její otec je velmi bohatý majitel ranče. On neschvaluje lásku Billyho a Molly. Molly si nakonec Billyho vezme za muže.
- Benjamin McCall – poslední potomek Billyho a Molly, drsný mexický šerif a veterán z Vietnamu.
- Kim Evans – speciální agenta FBI a členka Benova týmu
- Eddie Guerra – mariňák a speciální agent protidrogové jednotky, člen Benova týmu
- Jessica Stone – dcera speciálního agenta FBI, zabitého při bombovém útoku na DEA. Vyhledá Bena.
- Juan Mendoza Jr. – potomek onoho slavného Juareze, šéfuje vlastní narkomafii.
- Antonio Alvarez – veterán z Vietnamu a člen gangu Juana Mendozy. Kdysi Benův nejlepší přítel, poté nejhorší nepřítel.
- Michael Duke – zlý šéf PKI, obchodník se zbraněmi a miliardář.
- Klidná voda – bývalý náčelník Apačů žíznící po válce, po smrti syna zlomený stařec žijící v míru. Zabit bandity.